# Trifolium congestum
Trifolium congestum är en ärtväxtart som beskrevs av Giovanni Gussone. Trifolium congestum ingår i släktet klövrar, och familjen ärtväxter. Inga underarter finns listade i Catalogue of Life.